# Jeu éducatif
Pour des articles plus généraux, voir Apprentissage par le jeu, Ludopédagogie et Jeu sérieux.
Ne doit pas être confondu avec Jeu pédagogique.
 (avril 2022).
La mise en forme du texte ne suit pas les recommandations de Wikipédia : il faut le « wikifier ».
Les points d'amélioration suivants sont les cas les plus fréquents. Le détail des points à revoir est peut-être précisé sur la page de discussion.
- Les titres sont pré-formatés par le logiciel. Ils ne sont ni en capitales, ni en gras.
- Le texte ne doit pas être écrit en capitales (les noms de famille non plus), ni en gras, ni en italique, ni en « petit »…
- Le gras n'est utilisé que pour surligner le titre de l'article dans l'introduction, une seule fois.
- L'italique est rarement utilisé : mots en langue étrangère, titres d'œuvres, noms de bateaux, etc.
- Les citations ne sont pas en italique mais en corps de texte normal. Elles sont entourées par des guillemets français : « et ».
- Les listes à puces sont à éviter, des paragraphes rédigés étant largement préférés. Les tableaux sont à réserver à la présentation de données structurées (résultats, etc.).
- Les appels de note de bas de page (petits chiffres en exposant, introduits par l'outil «  Source ») sont à placer entre la fin de phrase et le point final[comme ça].
- Les liens internes (vers d'autres articles de Wikipédia) sont à choisir avec parcimonie. Créez des liens vers des articles approfondissant le sujet. Les termes génériques sans rapport avec le sujet sont à éviter, ainsi que les répétitions de liens vers un même terme.
- Les liens externes sont à placer uniquement dans une section « Liens externes », à la fin de l'article. Ces liens sont à choisir avec parcimonie suivant les règles définies. Si un lien sert de source à l'article, son insertion dans le texte est à faire par les notes de bas de page.
- La présentation des références doit suivre les conventions bibliographiques. Il est recommandé d'utiliser les modèles {{Ouvrage}}, {{Chapitre}}, {{Article}}, {{Lien web}} et/ou {{Bibliographie}}. Le mode d'édition visuel peut mettre en forme automatiquement les références.
- Insérer une infobox (cadre d'informations à droite) n'est pas obligatoire pour parachever la mise en page.

Pour une aide détaillée, merci de consulter Aide:Wikification.
Si vous pensez que ces points ont été résolus, vous pouvez retirer ce bandeau et améliorer la mise en forme d'un autre article.
 (avril 2022).
- Si vous ne connaissez pas le sujet, laissez ce bandeau (vous pouvez alors contacter les auteurs).
- Si vous supprimez le contenu mis en cause (vous pouvez préalablement contacter les auteurs),

argumentez précisément cette suppression dans la page de discussion
(un manque de référence n'est pas un argument ; une recherche réelle de référence doit avoir été effectuée, être formellement documentée).

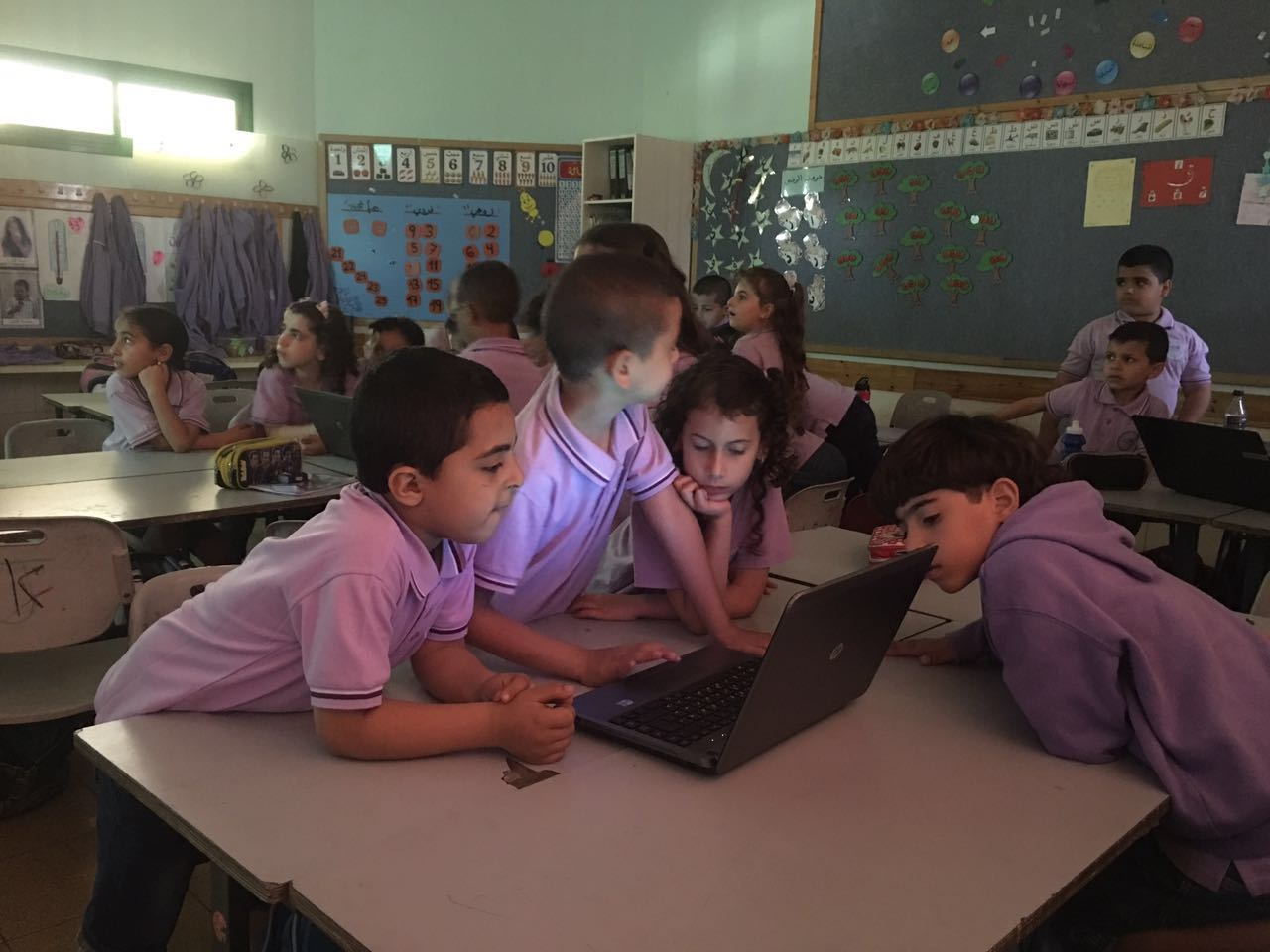
Un groupe d'enfants en train de jouer à des jeux vidéo d'apprentissage.

Un jeu éducatif est un jeu visant l'apprentissage de compétences ou de connaissances et le développement de plusieurs aptitudes.
Ce peut être un jeu vidéo (voir jeu vidéo éducatif), un jeu traditionnel comme Veritech ou encore des jeux en ligne comme sur la plateforme Codewars.

## Enseignement: école et formation professionnelle
Les jeux éducatifs sont notamment utilisés à l'école comme outils pédagogiques et dans le cadre de la formation professionnelle pour perfectionner ses compétences ou en acquérir de nouvelles. Tout en intégrant les schèmes de règles et contraintes des jeux traditionnels, le jeu éducatif amène le joueur à atteindre un objectif pédagogique afin de réaliser des apprentissages et développer les connaissances et/ou compétences, avec ou sans l’utilisation des technologies.
La place du jeu dans l'enseignement est un sujet clivant. « Pour certains, le jeu ne peut pas avoir sa place à l’école. Le jeu est pour eux perçu exclusivement comme un outil ludique. Ensuite, pour d’autres, ce dernier peut être intégré à l’école s’il est contrôlé par l’enseignant et cadré par les programmes. Enfin, pour les pédagogues de l’Éducation nouvelle, il s’agit de changer de paradigme et de placer le jeu comme un élément réel d’apprentissage ».
Le jeu au sein de l’enseignement est resté longtemps distant. C’est depuis quelques décennies, avec l’évolution des pratiques pédagogiques ainsi que la psychologie cognitive, que le jeu fait son apparition comme acteur principal d’apprentissage,. Tout ceci a permis d’étendre son public cible, le milieu dans lequel les jeux sont utilisés (organisme de formation, école, université, lieu de travail, etc.) mais également de nouveaux domaines (les langues étrangères, l’architecture et l’immobilier, la médecine). De cette évolution en découle plusieurs types de jeux incluant de plus en plus les nouvelles technologies (la réalité virtuelle par exemple).

## Étymologie
Le terme de « jeu » qui dérive du verbe jouer puise ses sources des mots latins « plaisanterie ou badinage ».
Le concept du jeu est difficilement définissable en raison de sa multiplicité ainsi que de sa complexité selon Gilles Brougère.
En revanche, nous pouvons y retrouver des caractéristiques communes telles qu’un « langage commun » partagées entre les joueurs. Ensuite, le jeu nécessite un temps défini dans lequel les actes de joueurs « n’auront que peu d’incidence sur le réel ». Ainsi, le jeu peut être défini comme « une activité libre, circonscrite dans les limites d’espace et de temps précises et fixées à l’avance, incertaine, improductive, réglée et fictive à condition que les joueurs reconnaissent jouer ». De ce point de vue, si le jeu est tourné vers un objectif éducatif, celui-ci ne sera que « secondaire ». Avec l’apport de Roger Caillois, la question de l’intention pour l’acte de jouer est également importante, il y aura ainsi un décalage entre le jeu qui est fait seulement pour l'amusement et le jeu qui mobilise le joueur avec « toutes ses capacités, son habilité, son adresse, son intelligence pour résoudre un problème ».
Les chercheurs se sont rendu à l’évidence que les différents types de jeux tels que les jeux traditionnels (exemple du jeu d’échecs, jeux de cartes, etc.) permettent d’engager l’apprenant de telle manière que celui-ci développe ses capacités cognitives en faisant appel à sa motivation et sa concentration. Tout ceci en encourageant son « esprit d’autonomie et d’initiative et de travailler les fondamentaux par une approche différente ». Pour le chercheur Sautot, l’enfant qui joue est un enfant ayant développé des « compétences transversales ».

## Évolution chronologique du jeu éducatif[5],[6],[7],[8]
(avril 2022).
Les premiers jeux sont nés dès les premières grandes civilisations de l'Antiquité, en Égypte et en Grèce. Néanmoins, les règles du jeu étaient absentes et difficiles à identifier avant le 2e.s.av. J.C. Durant cette période, plusieurs auteurs, dont Platon et Quintilien, ont eu l’idée de transmettre l’apprentissage par le biais du jeu.
Au Moyen Âge, le jeu était interdit et condamné par l’Église. Pourtant, en 950, il apparaît un type de jeu, c’est « le jeu d’échecs » venu de Perse et d’Inde, les premiers jeux de cartes et aussi les premières figurines de guerre en bois de l’Allemagne. C’est aussi à cette époque qu’apparaît le mot « jouet » et ses premiers vendeurs spécialisés qu’on les appelait les Merciers.
La Renaissance qui marque une étape décisive dans la réflexion sur l’intérêt éducatif des jeux. En 1534, le mot « jouet » apparaît pour la première fois dans un dictionnaire français. Ce sont « les Jésuites » qui ont introduit le jeu massivement dans les établissements au sein de leurs collèges, c’est pour cela qu’on dit que le rôle des religieux était très important. En effet, le premier jeu de cartes éducatif sur la logique est dû à un moine allemand qui s'appelait Thomas Murner, au début du 16ᵉ. Durant cette période, l'ascension de l’imprimerie a bien bénéficié le progrès des jeux de cartes. C’est également à cette époque, qu’en Italie, le jeu de l’oie destiné à l’éducation a vu le jour. Pendant le XVIe siècle, les spécialistes commencent à codifier les règles des jeux par écrit, dans des ouvrages intitulés « académie des jeux » en concurrence avec la multiplication des livres de morale sur le jeu.
Durant le XVIIe siècle, la pratique du jeu était sur une large échelle mais, les pédagogues français restent encore réservés et distants envers l’intérêt du jouet et du jeu. Les deux grands théoriciens de l’époque sont Comenius (tchèque) et Locke (anglais) qui partagent une vision positive de l’enfance et qui reconnaissent l’importance éducative du jeu.
Mais, les jeux éducatifs de l’époque ont été réservé seulement pour l’éducation des princes et des élites :
- Jeux de l’oie a un but moral (apprendre à être un bon roi)
- Jeux de reconnaissance de généalogiques (apprendre à reconnaître les familles régnantes)
- Figurines militaires (apprendre à mener la guerre)
- Jeux sur l’histoire et l’antiquité (s’identifier à des modèles édifiants)
- Jeux de connaissances géographiques (apprendre à connaître son royaume et les nouvelles terres découvertes dans le monde)

En revanche, on trouve peu de jeux en rapport avec les calculs, les sciences, les langues étrangères et la lecture.
Durant le siècle des Lumières en Europe, les types de jeux n’ont pas évolué et sont restés tels qu’ils étaient au XVIIe siècle. Au XVIIIe siècle, le commerce du jeu devient de plus en plus structuré et les merciers dominent le marché, d’autant plus que le jeu est devenu de plus en plus rentable. Les principaux fabricants des jeux sont allemands.
L'industrialisation et la diffusion de l’instruction vont totalement changer l'intérêt des jeux éducatifs. D’abord, ces changements économiques fondamentaux vont permettre la multiplication des jeux et des jouets à bas prix, c’est ainsi que toute la population va y avoir accès. Les jeux qui apparaissent au 19e siècle sont notamment des jeux de lecture, d’alphabétisation tels que le loto, les cartes, les figurines, les imageries, etc.
- L’enseignement de l’histoire se développe dans le secondaire et les jeux historiques se multiplient.
- L'enseignement de la géographie : exemple de jeu : le découpage de la France en départements (les puzzles).
- L'apprentissage des langues vivantes.
- La naissance des jeux scientifiques (corps humain, les différentes parties du corps, etc.).

À la fin du XIXe siècle, le jeu et le jouet s’installent définitivement dans la pensée pédagogique. Le jeu est utilisé dorénavant dans les écoles maternelles. Ce siècle est vraiment un point de changement sur l’idée du jeu pédagogique.
Durant la première moitié du XXe siècle (entre les deux guerres) dominent les jeux de guerre tels que les avions, les soldats, les voitures, etc. La politique éducative s'établit sur les recherches concernant le développement psychologique des enfants :
- Ils s’adressent aux différentes tranches d'âge, de la toute petite enfance à l’âge adulte (nouveauté du siècle) .
- Plusieurs jeux destinés aux adolescents ont connu une forte progression (jeux de rôles, jeux de simulation, jeux avec figurines, jeux vidéo).
- Ils suivent les évolutions technologiques : la domination progressive du plastique ; les jeux « électriques », « électroniques », « informatiques ».
- Ils couvrent tous les sujets possibles tels que la nature, la sécurité routière, les connaissances scolaires, etc.
- Enfin, les jeux vidéo actuels que nous pouvons trouver partout.

## Types et Applications
Les jeux éducatifs peuvent être classés en deux grandes catégories en fonction de l’utilisation des technologies de l'information et de la communication : les jeux éducatifs numériques et les jeux éducatifs non numériques.
Dans le champ des jeux éducatifs numériques, l’on retrouve les jeux éducatifs sur ordinateur, jeux éducatifs sur console et jeux éducatifs mobiles, des jeux de réalité virtuelle et des jeux de réalité augmentée.  
Parmi les jeux non numériques, on y trouve les jeux de société, jeux de cartes, jeux de papier et de crayon et jeux d'objets.
| Jeux éducatifs numériques                      | Jeux éducatifs non numériques |
| ---------------------------------------------- | ----------------------------- |
| Jeux éducatifs sur ordinateur                  | Jeux de société               |
| Jeux éducatifs sur console                     | Jeux de cartes                |
| Jeux éducatifs mobiles                         | Jeux de papier et de crayon   |
| Jeux de réalité virtuelle et réalité augmentée | Jeux d'objets                 |

Dans leurs travaux, Connolly, Boyle, MacArthur, Hainey, et Boyle indiquent que les jeux utilisés à des fins éducatives étaient des jeux sérieux. Ils s’opposent aux jeux vidéo dans le sens où ils ont une visée pédagogique explicitant les « objectifs de formation, d’information ou d’acquisition de compétences ».
Les jeux éducatifs sont employés à diverses fins allant de la médiation dans les musées et bibliothèques à l’apprentissage dans le milieu scolaire et professionnel. Les musées ne sont pas loin d’être des utilisateurs des jeux sérieux. Par exemple, un jeu participatif a été réalisé au Musée des arts et métiers pour permettre aux visiteurs d’échanger sur les étiquettes des œuvres de musées. Cela a offert une promenade enrichissante et engageante tout en conduisant la médiation du musée. À l’instar de « Plug, les secrets du musée » (PSM), les jeux pervasifs sérieux sont développés dans une perspective de médiation permettant de faciliter l’acquisition de connaissance non seulement des œuvres, mais aussi de leurs inventeurs, souvent ignorés par les visiteurs.
Au fil des années, les jeux sérieux se sont intégrés dans le fonctionnement des bibliothèques. C'est le cas de « Escoude B », un jeu sérieux, qui a été employé par les bibliothèques de Montréal en septembre 2013 afin de sensibiliser les jeunes aux informations circulant sur le web.
Les jeux éducatifs servent comme un médium d’apprentissage, puisqu’ils apportent un gain de motivation. Ils offrent des retours réguliers. En plus, ils permettent aux apprenants de vérifier leurs connaissances antérieures par le biais des entraînements.

## Bénéfices et potentiels
Le jeu permet à l’enfant, par le biais de sa créativité, d’entrer dans une aire intermédiaire d’expérience qui stimule son développement en adaptant le réel à ses besoins internes. L’adéquation du réel à l’expérience proposée aux apprenants permet l’émergence d’une situation qualifiée d’authentique. Grâce à cette situation, l’apprenant sera amené à effectuer des tâches complexes qui sont situées à un niveau élevé dans la taxonomie de Bloom (Mayo, 2009). Ainsi, il sera en mesure de développer des connaissances procédurales et des compétences qui vont lui permettre de résoudre des problèmes complexes et de comprendre et d’assimiler facilement de nouveaux concepts.
En jouant aux jeux sérieux, l'enfant :
- Devient plus autonome, ce qui lui permet de faire appel à sa pensée critique, surtout dans les situations où il est amené à prendre des décisions et des initiatives (Dickey, 2005)[15].
- Éprouve du plaisir. Ce plaisir ressenti ainsi que l’interaction et la collaboration avec les autres lors d’un jeu motive l’apprenant à se surpasser et à surmonter les défis. Les jeux éducatifs pourraient être ainsi le remède contre l’échec et le décrochage[15].
- Développe des habiletés de coopération, de communication et de relations humaines. Les jeux viennent en aide aux apprenants pour s’exprimer, communiquer et échanger leurs idées plus aisément. Selon Guillot (2004), le plaisir ressenti en jouant renforce les liens tissés entre les membres d’une même équipe ce qui va enrichir par la suite les échanges entre eux. De plus, l’esprit de compétition et l’interaction entre les différents joueurs est susceptible d’engendrer la motivation chez l’apprenant. C’est en voyant son adversaire motivé à apprendre par le biais du jeu qu’il le devient lui aussi (Crawford 1999). Ajoutons à cela que les jeux ayant un système de renforcement positif, comme le fait de gagner des points, favorisent l’estime et la confiance en soi des joueurs[16].

D’après une étude canadienne de 2018 sur l’utilisation des jeux numériques par des personnes aînées a montré une amélioration de leur qualité de vie sur les plans physique, psychologique et social. Physiquement, des améliorations au niveau de la posture, la force musculaire, l’équilibre et la mobilité ont été observées chez les personnes aînées. De plus, le jeu numérique, développe chez eux le sentiment de bien-être grâce à l’engagement social et au bon moment passé en jouant avec d’autres aînés ou avec des membres de leur famille. Cette interaction et ce plaisir ressenti permettent de lutter contre la dépression et l’isolement qui déclenchent le sentiment de solitude chez les personnes de cet âge.